# Kyal Sin
Kyal Sin (birmanês:  ကြယ်စင်), também conhecida como “Anja” ou por seu nome chinês, Deng Jiaxi (邓家希), foi uma moça birmanesa de dezenove anos de Mandalay que foi morta em 3 de março de 2021 durante os protestos em Mianmar de 2021. Kyal Sin emergiu como uma dos primeiros mártires e símbolo de resistência contra o uso da violência pela junta militar governante para suprimir o movimento manifestante. Ela foi uma dos vários adolescentes e jovens adultos que deram suas vidas nos protestos. Em 13 de março, cerca de 60 civis perderam suas vidas; mais de um terço dos mortos são adolescentes.

## Histórico pessoal
Kyal Sin nasceu de uma mãe chinesa kokang e de um pai Yunnanês da China continental. Ela votou pela primeira vez em novembro de 2020.
Kyal Sin foi instrutora e campeã de taekwondo, e trabalhou como cantora e dançarina.

## Protesto e morte
Durante o golpe de Estado em 2021, Kyal Sin começou a expressar seu apoio online à líder civil presa Aung San Suu Kyi e à Liga Nacional para a Democracia no poder.
Em 3 de março de 2021, participou de um protesto em Mandalay vestindo uma camiseta preta estampada com Everything will be OK (Tudo ficará bem). Uma fotografia dela vestindo a camiseta se tornou icônica.
Durante o protesto, ela teria quebrado um cano de água para permitir que os manifestantes lavassem o gás lacrimogêneo de seus olhos, lançado uma bomba de gás lacrimogêneo contra a polícia e encorajado os manifestantes a se protegerem quando tiros reais foram disparados.
Enquanto ela estava na linha de frente do protesto, foi morta a tiros. Antes do evento, havia feito uma postagem no Facebook informando seu tipo sanguíneo caso ela se machucasse e seu desejo de que seus órgãos fossem doados caso ela morresse durante o protesto.
Seu funeral em 4 de março de 2021 foi assistido por vários milhares de manifestantes.
No dia seguinte, as autoridades foram ao cemitério onde seus restos mortais foram enterrados e exumaram o corpo para autópsia.